# Arcidiocesi di Mbandaka-Bikoro
L'arcidiocesi di Mbandaka-Bikoro (in latino Archidioecesis Mbandakana-Bikoroënsis) è una sede metropolitana della Chiesa cattolica nella Repubblica Democratica del Congo. Nel 2021 contava 1.620.721 battezzati su 2.448.406 abitanti. È retta dall'arcivescovo Ernest Ngboko Ngombe, C.I.C.M.

## Territorio
L'arcidiocesi comprende la città di Mbandaka e parte dei territori di Boende e di Monkoto nella provincia di Tshuapa, e parte dei territori di Bikoro, Bolamba e Ingende nella provincia dell'Equatore.
Sede arcivescovile è la città di Mbandaka, dove si trova la cattedrale di Sant'Eugenio. A Bikoro sorge la concattedrale di San Vincenzo de' Paoli.
Il territorio si estende su una superficie di circa 95.000 km² ed è suddiviso in 35 parrocchie.

## Storia

### Arcidiocesi di Mbandaka
La prefettura apostolica di Tsuapa fu eretta l'11 febbraio 1924 con il breve In apostolico vicariatu di papa Pio XI, ricavandone il territorio dal vicariato apostolico di Nouvelle-Anvers (oggi diocesi di Lisala).
Il 28 gennaio 1926 cambiò nome in favore di prefettura apostolica di Coquilhatville.
Il 27 aprile 1927 con il breve In hac beati di papa Pio XI furono ridisegnati i confini con la prefettura apostolica di Léopoldville (oggi arcidiocesi di Kinshasa).
Il 3 gennaio 1931 la prefettura apostolica cedette una porzione del suo territorio a vantaggio dell'erezione della missione sui iuris di Bikoro.
Il 22 marzo 1932 la prefettura apostolica fu elevata a vicariato apostolico con il breve Iam Litteris dello stesso papa Pio XI.
Il 24 maggio 1950 cedette un'altra porzione di territorio al vicariato apostolico di Léopoldville (oggi arcidiocesi di Kinshasa).
Il 14 giugno 1951 cedette un'ulteriore porzione di territorio a vantaggio dell'erezione della prefettura apostolica di Isangi (oggi diocesi).
Il 10 novembre 1959 il vicariato apostolico fu elevato al rango di arcidiocesi metropolitana con la bolla Cum parvulum di papa Giovanni XXIII.
L'11 settembre 1961 cedette ancora una porzione di territorio a vantaggio dell'erezione della diocesi di Ikela (oggi diocesi di Bokungu-Ikela).
Il 30 maggio 1966 assunse il nome di arcidiocesi di Mbandaka.

### Diocesi di Bikoro
La missione sui iuris di Bikoro fu eretta il 3 gennaio 1931 con il breve Cum opera di papa Pio XI, ricavandone il territorio dalla prefettura apostolica di Coquilhatville e dal vicariato apostolico di Léopoldville (oggi arcidiocesi di Kinshasa). Comprendeva parte della provincia dell'Equatore nell'attuale repubblica Democratica del Congo.
Il 25 giugno 1940 in forza della bolla Si Evangelii di papa Pio XII la missione sui iuris fu elevata a prefettura apostolica.
Il 28 giugno 1957 la prefettura apostolica fu elevata a vicariato apostolico con la bolla Cum noverimus dello stesso papa Pio XII.
Il 10 novembre 1959 il vicariato apostolico fu elevato al rango di diocesi con la bolla Cum parvulum di papa Giovanni XXIII, suffraganea dell'arcidiocesi di Coquilhatville (oggi arcidiocesi di Mbandaka-Bikoro).

### Arcidiocesi di Mbandaka-Bikoro
Il 12 aprile 1975 la diocesi di Bikoro fu divisa in virtù di due decreti Cum ad bonum della congregazione di Propaganda Fide. La parte meridionale della diocesi, comprensiva delle parrocchie di Bolobo e Yumbi, fu annessa alla diocesi di Inongo, mentre la parte settentrionale della diocesi, comprensiva delle parrocchie di Bikoro, Irebu, Bokongo, Lukolela, Itipo e Iboko, fu annessa all'arcidiocesi di Mbandaka, che contestualmente assunse il nome di arcidiocesi di Mbandaka-Bikoro; la cattedrale di San Vincenzo de' Paoli divenne concattedrale.

## Cronotassi dei vescovi
Si omettono i periodi di sede vacante non superiori ai 2 anni o non storicamente accertati.

### Sede di Mbandaka
- Edouard Van Goethem, M.S.C. † (25 febbraio 1924 - 10 aprile 1947 dimesso)
- Hilaire Marie Vermeiren, M.S.C. † (10 aprile 1947 - 8 aprile 1963 dimesso[4])
- Pierre Wijnants, M.S.C. † (21 aprile 1964 - 12 aprile 1975 nominato arcivescovo di Mbandaka-Bikoro)

### Sede di Bikoro
- Leone Sieben, C.M. † (27 giugno 1931 - 1932 deceduto)
- Félix de Kempeneer, C.M. † (3 giugno 1933 - 1938 deceduto)
- André Windels, C.M. † (1939 - 1946 deceduto)
- Camille Jean-Baptiste Vandekerckhove, C.M. † (21 giugno 1946 - 27 febbraio 1975 deceduto)

### Sede di Mbandaka-Bikoro
- Pierre Wijnants, M.S.C. † (12 aprile 1975 - 11 novembre 1977 dimesso)
- Frédéric Etsou-Nzabi-Bamungwabi, C.I.C.M. † (11 novembre 1977 succeduto - 7 luglio 1990 nominato arcivescovo di Kinshasa)
- Joseph Kumuondala Mbimba † (11 ottobre 1991 - 6 marzo 2016 deceduto)
- Fridolin Ambongo Besungu, O.F.M.Cap. (12 novembre 2016 - 6 febbraio 2018 nominato arcivescovo coadiutore di Kinshasa)[5]
- Ernest Ngboko Ngombe, C.I.C.M., dal 23 novembre 2019

## Statistiche
L'arcidiocesi nel 2021 su una popolazione di 2.448.406 persone contava 1.620.721 battezzati, corrispondenti al 66,2% del totale.
| anno                           | popolazione | popolazione | popolazione | presbiteri | presbiteri | presbiteri | presbiteri                | diaconi | religiosi | religiosi | parrocchie |
| anno                           | battezzati  | totale      | %           | numero     | secolari   | regolari   | battezzati per presbitero | diaconi | uomini    | donne     | parrocchie |
| ------------------------------ | ----------- | ----------- | ----------- | ---------- | ---------- | ---------- | ------------------------- | ------- | --------- | --------- | ---------- |
| arcidiocesi di Mbandaka        |             |             |             |            |            |            |                           |         |           |           |            |
| 1949                           | 80.278      | 423.945     | 18,9        | 53         | 1          | 52         | 1.514                     |         | 73        | 97        |            |
| 1969                           | 128.721     | ?           | ?           | 40         | 4          | 36         | 3.218                     |         | 61        | 102       | 19         |
| diocesi di Bikoro              |             |             |             |            |            |            |                           |         |           |           |            |
| 1950                           | 13.344      | 82.198      | 16,2        | 14         | 0          | 14         | 953                       |         | 20        | 16        | 7          |
| 1959                           | 21.371      | 106.745     | 20,0        | 23         | 0          | 23         | 929                       |         | 36        | 24        | 8          |
| 1969                           | 26.450      | 116.250     | 22,8        | 27         | 1          | 26         | 979                       |         | 31        | 29        | 11         |
| arcidiocesi di Mbandaka-Bikoro |             |             |             |            |            |            |                           |         |           |           |            |
| 1980                           | 177.624     | 505.000     | 35,2        | 65         | 10         | 55         | 2.732                     |         | 66        | 135       | 36         |
| 1990                           | 254.722     | 689.000     | 37,0        | 71         | 25         | 46         | 3.587                     |         | 68        | 128       | 37         |
| 1996                           | 296.438     | 839.327     | 35,3        | 82         | 48         | 34         | 3.615                     |         | 50        | 116       | 38         |
| 2001                           | 350.096     | 864.000     | 40,5        | 63         | 39         | 24         | 5.557                     |         | 46        | 127       | 32         |
| 2002                           | 360.000     | 885.000     | 40,7        | 66         | 40         | 26         | 5.454                     |         | 42        | 117       | 32         |
| 2003                           | 364.000     | 898.000     | 40,5        | 60         | 38         | 22         | 6.066                     |         | 36        | 110       | 33         |
| 2004                           | 364.000     | 898.000     | 40,5        | 62         | 39         | 23         | 5.870                     |         | 37        | 120       | 33         |
| 2013                           | 598.000     | 1.141.000   | 52,4        | 89         | 54         | 35         | 6.719                     |         | 94        | 150       | 34         |
| 2016                           | 646.000     | 1.232.000   | 52,4        | 87         | 56         | 31         | 7.425                     |         | 42        | 82        | 34         |
| 2019                           | 710.000     | 1.354.000   | 52,4        | 97         | 61         | 36         | 7.319                     |         | 74        | 125       | 35         |
| 2021                           | 1.620.721   | 2.448.406   | 66,2        | 106        | 60         | 46         | 15.289                    |         | 86        | 124       | 35         |

### Per la sede di Mbandaka
- (LA)  Breve In apostolico vicariatu, AAS 16 (1924), p. 153
- (LA)  Breve In hac beati, AAS 19 (1927), p. 305
- (LA)  Breve Iam Litteris, AAS 24 (1932), p. 300

### Per la sede di Bikoro
- (LA)  Breve Cum opera, AAS 23 (1931), p. 328
- (LA)  Bolla Si Evangelii, AAS 32 (1940), p. 538
- (LA)  Bolla Cum noverimus, AAS 50 (1958), p. 107